# Ománský fotbalový svaz
Ománský fotbalový svaz (arabsky الاتحاد العُماني لكرة القدم‎) je řídící orgán fotbalových záležitostí a největší sportovní svaz v Ománu. Pod jeho správu spadá 43 klubů z různých koutů země. Svaz byl založen v roce 1978.